# Crucifix du Maestro del Bigallo (Rome)
Le Crucifix  du Maestro del Bigallo à Rome est un crucifix peint  en  tempera et or sur bois, réalisé vers 1260-1270 par le dit Maestro del Bigallo, conservé à la Galerie nationale d'art ancien du palais Barberini de Rome.

## Histoire
Le Crucifix peint provient

## Description
Le Crucifix respecte les conventions du Christus triumphans, Christ mort mais triomphant sur la croix, issue de l'iconographie religieuse gothique médiévale  occidentale (qui sera à son tour remplacé, par le Christus patiens, résigné à la mode byzantine de Giunta Pisano et ensuite, à la pré-Renaissance, par le Christus dolens des primitifs italiens).
Attributs du Christus triumphans montrant la posture d'un Christ vivant détaché des souffrances de la Croix :
- Tête relevée (quelquefois tournée vers le ciel), ici très grandement auréolée, les cheveux retombant en mèches détaillées sur le haut des épaules,
- yeux ouverts,
- corps droit,
- du sang peut s'écouler des plaies.
- les pieds ne sont pas superposés.

Scènes complémentaires des tabelloni
- La Vierge Marie et saint Jean sont représentés en entier, de chaque côté de la croix, sur fond d'or, en figure de douleur (la Vierge en bleu, à gauche, S. Jean en rouge, à droite).
- Les extrémités horizontales de la croix à fond bleu montrent deux anges,
- En haut en cimaise, au-dessus du titulus à fond bleu à l'inscription de l'INRI, Marie entourée de deux anges,
- Au-dessus, en clipeus, le Christ Rédempteur, bénissant,
- En soppedaneo, au pied de la croix, le sommet du mont Golgotha (le crâne d'Adam dans les tréfonds) surmonté du coq chantant, avec saint Pierre, à gauche, au cours de son reniement ; à droite, une figure habillée de blanc.

## Analyse stylistique
Les bras de la Croix sont à fond bleu, les scènes entourées d'un galon rouge à motifs ronds, le support doré comme dans le crucifix de Spolète.